# Чука (Тесалия)
Вижте пояснителната страница за други значения на Чука.
Чука (на гръцки: Τσούκκα) е село в Република Гърция, област Централна Гърция, дем Макракоми. Селото има население от 402-ма души.
Чука е едно от малкото села запазили негръцкото си име по време на смяната на имена през 19-20 век. Етимологията се обяснява, като тази на планината на северозапад в Аграфа - Вулгара, т.е. заради укрилите се в района войници на Самуил след битката при Сперхей. Селото се намира нависоко и северно по долината на река Сперхей, Фтиотида, историческа Тесалия.